# سلیمان ولد ماطه
سلیمان ولد ماطه (انگلیسی: Slimane Ould Mata؛ زادهٔ ۸ سپتامبر ۱۹۷۵) بازیکن فوتبال اهل الجزایر بود.
از باشگاه‌هایی که در آن بازی کرده‌است می‌توان به باشگاه فوتبال شباب بلوزداد و باشگاه فوتبال اتحاد الحراش اشاره کرد.
وی همچنین در تیم ملی فوتبال الجزایر بازی کرده‌است.